# Rajmund Andrzejczak

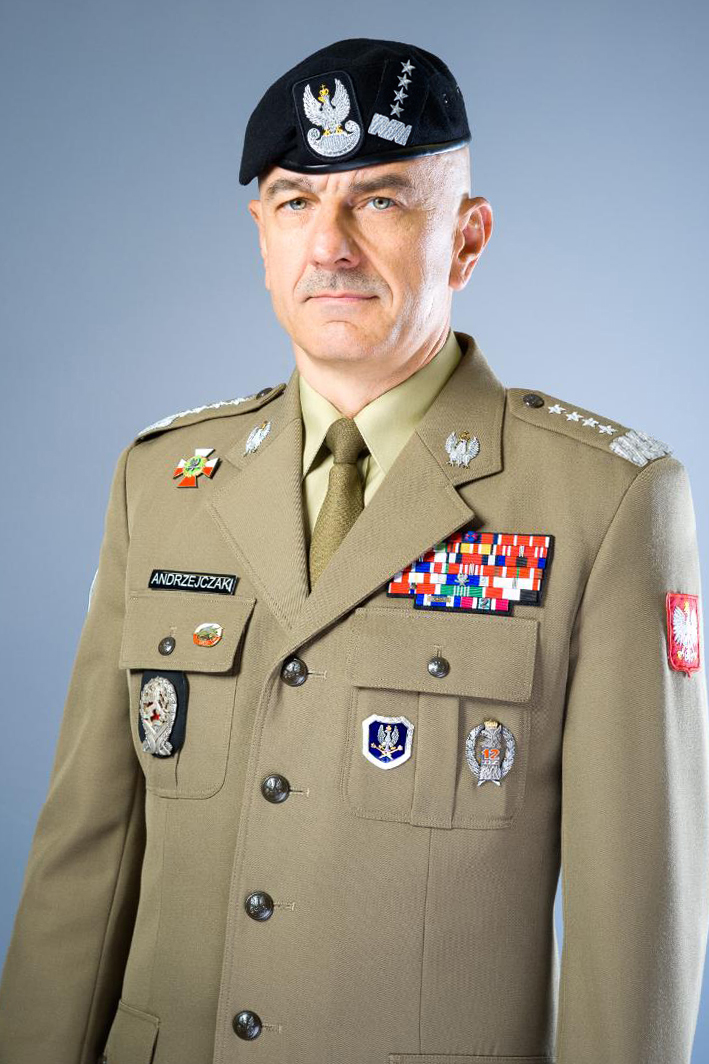
Rajmund Andrzejczak (2019)

Rajmund Andrzejczak (* 29. Dezember 1967 in Świdnica) ist ein polnischer Offizier im Dienstrang eines Generals. Von Juli 2018 bis Oktober 2023 war er Chef des polnischen Generalstabs und somit militärischer Befehlshaber der polnischen Streitkräfte.

## Leben
Rajmund Andrzejczak wurde 1967 im niederschlesischen Świdnica, im Südwesten von Polen, geboren.

### Militärische Laufbahn
Beförderungen
- Leutnant (1991)
- Oberleutnant (1993)
- Hauptmann (1998)
- Major (2002)
- Oberstleutnant (2003)
- Oberst (2008)
- Brigadegeneral (2011)
- Divisionsgeneral (2015)
- Waffengeneral (2018)
- General (2019)

Andrzejczak begann seine Militärkarriere beim 2. Infanterieregiment in Giżycko. In den Jahren 2001 bis 2003 war er stellvertretender Kommandant des gemeinsamen Litauisch-Polnischen-Bataillons (LITPOLBAT). Von 2008 bis 2010 war er stellvertretender Kommandant der 34. Kavalleriebrigade in Żagań. Zwischen 2010 und 2012 war er stellvertretender Stabschef des 2. Korps in Krakau. Auf diesem Posten wurde 2011 zum Brigadegeneral befördert.
Im Generalsrang übernahm er 2012 das Kommando über die 17. Mechanisierte Brigade in Międzyrzecz. Im Jahr 2014 wurde Andrzejczak zur 12. Mechanisierten Division nach Stettin versetzt und war dort zunächst als Stabschef tätig. Zwei Jahre später wurde er zum Divisionskommandeur ernannt und zum Divisionsgeneral befördert.
Am 2. Juli 2018 wurde Andrzejczak zum Oberbefehlshaber der polnischen Streitkräfte ernannt und zum Waffengeneral befördert. Er folgte hier Leszek Surawski, der keine 18 Monate im Amt gewesen war. Am 12. November 2019 wurde er in den Rang eines Viersternegenerals befördert. Am 25. Juni 2021 erfolgte die Ernennung für eine zweite dreijährige Amtszeit als Chef des Generalstabs nach Nominierung durch den polnischen Präsidenten Andrzej Duda. Am 10. Oktober 2023, kurz vor der Parlamentswahl in Polen, trat er von diesem Posten zurück. Im Februar 2023 trat er in einem Format des Senders MSNBC auf, in dem er in englischer Sprache über den Russisch-Ukrainischen Krieg und die Unterstützung der Ukraine referierte.

### Privates
Rajmund Andrzejczak ist verheiratet. Zusammen mit seiner Frau hat er zwei Kinder.

## Auszeichnungen (Auswahl)
- Offizierskreuz des Ordens Polonia Restituta (Krzyż Oficerski Orderu Odrodzenia Polski)
- Orden des Militärkreuzes als Komtur (Krzyż Komandorski Orderu Krzyża Wojskowego)
- Silberne Medaille „Streitkräfte im Dienst des Vaterlandes“ (Srebrny Medal „Siły Zbrojne w Służbie Ojczyzny“)
- Silberne Medaille „Für die Verdienste für die Verteideigungsbereitschaft des Landes“ (Srebrny Medal „Za zasługi dla obronności kraju“)
- Irakstern (Gwiazda Iraku)
- Afghanistanstern (Gwiazda Afganistanu)
- Vereinigte Staaten von Amerika Bronze Star Medal
- Vereinigte Staaten von Amerika Army Commendation Medal